# Per Digerud
Per Digerud (født 25. juli 1933 i Kristiania, død 13. august 1988 i Oslo) var en norsk cykelrytter og bokser, i sin tid Norges bedste cykelrytter.
Som ung gik han i lære som rørlægger hos cykelrytteren Arne Reidar Nilsen (1920 – 1999), som også blev hans manager som cykelrytter, en karriere som startede, da han i 1950, efter noget en tid til søs, i Italien, og hvorefter at han cyklede hjem til Gjelleråsen. Da han var medlem af bokseklubben Sportsklubben av 1909, vandt han junior-NM i boksning i vægtklassen mellemvægt i 1950. I 1955 vandt han NM i seniorklassen i vægtklassen letmellemvægt.
Efter to sæsoner som aktiv cykelrytter for SK Rye fik han sit gennembrud, da han som C-rytter blev nummer to i 10-milsløbet ved NM i 1953. Han vandt flere gange i NM i landevejscykling i perioden 1955-64, ti gange et individuelt norgesmesterskab, femten holdmesterskaber, og fem gange modtog han kongepokalen. Han vandt en bronzemedalje i konkurrencen i nordisk landevejscykling i 1961 og 62.
Ved OL 1960 i Rom blev han nummer 71 i konkurrencen i 175-kilometer landevejsløb, efter at have ligget i hovedfeltet otte omgange og også taget føringer der. Men, ved en madbod blev han stoppet af en anden rytter som havde mistet sin madpakke og standsede helt op. Det kostede Digernes mange kræfter at komme forrest i feltet igen, han kom til at hænge bagved og havde en ganske generende modvind
Efter at have sagt op i 1964 blev han kasserer og formand i SK Rye samt optaget i ledelsen i Norges Cykleforbund. I 1967 var han med til at starte Styrkeprøven mellem Trondheim og Oslo, som han allerede gennemførte i 1962, hvor han satte rekorden på 16.23.65 timer, som holdt i 22 år. Digerud drev også butikken Sykkelskreddern ((dansk) cykelskrædderen) i Idrettens Hus i St. Olavs gate, senere også Digerud Sport. Han var far til Geir Digerud, som vandt lige så mange mesterskaber.